# Одрі Ніффенеггер
Одрі Ніффенеггер (англ. Audrey Niffenegger; нар. 13 червня 1963) — американська художниця та письменниця бестселерів у жанрі наукової фантастики та фентезі.

## Біографія
Народилася 13 червня 1963 року в Саут-Гейвені, штат Мічиган, США, але виросла в Еванстоні, штат Іллінойс. 1985 року отримала ступінь бакалавра в галузі образотворчого мистецтва у Чиказькому інституті мистецтв. Після закінчення навчання, працювала ілюстраторкою і художницею та видала декілька візуальних книг. 1987 року відбулася перша виставка її робіт (картини, малюнки, літографії) у галереї «Прінтворкс». Натхнення знаходила в роботах Обрі Бердслі, Макса Клінгера, Едварда Мунка та в японській грав'юрі. 1991 року отримала ступінь магістра образотворчого мистецтва у Північно-західному університеті.
1994 року разом із іншими митцями утворила Центр мистецтв в Колумбійському коледжі, Чикаго. До 2015 року займалася викладацькою діяльністю. Вона, зокрема, викладала в таких навчальних закладах: Школа мистецтв Пенланд, Колумбійський коледж, Бібліотека Ньюберрі, Ліга мистецтв Північного Узбережжя тощо.
1997 року Одрі вирішила створити графічний роман про мандрівника у часі, але через те, що передати постійний рух у часі шляхом нерухомого зображення дуже важко, вона написала свій твір під виглядом звичайної книжки. 2003 року світ побачив роман-бестселер «Дружина мандрівника у часі», де головний герой — Генрі — страждає від генетичного захворювання, що дозволяє йому подорожувати у часі. А 2009 року вийшла однойменна екранізація книги за участю Еріка Бана, Рейчел Мак-Адамс та Рона Лівінгстона.
2005 року вийшов готичний графічний роман письменниці під назвою «Три кровозмісні сестри», який розповідає про любов трьох сестер до одного і того ж чоловіка, а 2006 року світ побачив графічний роман «Авантюристка».
2009 року вийшов другий роман письменниці під назвою «Страхітлива симетрія», який розповідає про двох близнючок, які після смерті своєї тітки з Англії, успадкували її квартиру та знайомляться з сусідами, які розповідають їм про маленькі таємниці життя.
Одрі Ніффенеггер живе у Чикаго.

## Твори

### Романи
- «Страхітлива симетрія» (2009, Her Fearful Symmetry)

#### Серія «Мандрівник у часі»
- «Дружина мандрівника у часі» (2003, The Time Traveler's Wife)
- «Інший чоловік» (?? очікується, The Other Husband)

### Візуальні книги
- «Стара діва» (1986, The Spinster)
- «Аберрант Абекадаріум» (1986, Aberrant Abecedarium)
- «Вбивця» (The Murderer)
- «Весна» (Spring)

### Графічні романи
- «Три кровозмісні сестри» (2005, The Three Incestuous Sisters)
- «Авантюристка» (2006, The Adventuress)
- «Нічний книгомобіль» (2008, The Night Bookmobile)
- «Дівчина-ворон» (2013,Raven Girl)

### Оповідання
- «Яків Вивяловський та ангели» (2004, Jakob Wywialowski and the Angels)
- «Розсудливість: Казка-застереження про прискіпливого пожирача» в книзі «Отруйні рослини за столом» (2006, Prudence: The Cautionary Tale of a Picky Eater)

## Українські переклади
- О. Ніффенеґґер. Дружина мандрівника в часі. — Харків : КСД, 2016. — 592 p. — ISBN 978-617-12-1526-9..